# Pala Nerli

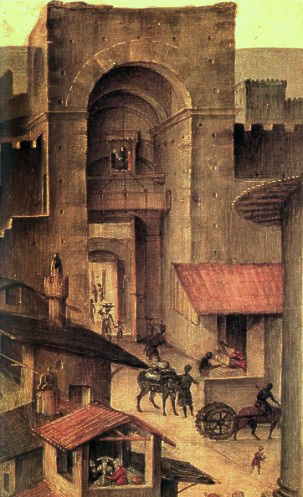
Détail du paysage : La Porta San Frediano.

La Pala Nerli est un retable de Filippino Lippi située sur l'autel de la chapelle Nerli de la basilique Santo Spirito de Florence dans l'Oltrarno.

## Historique
Le retable, dont  le fond expose, à travers une loggia, des détails d'architectures antiques (comme les décorations du trône de la Vierge), qui rappellent celles de Rome où Filippino Lippi séjourna. Pour ces raisons, le retable est daté, par Bernard Berenson et Adolfo Venturi, d'entre les années 1493 et 1496. 

## Description
La Vierge Marie se tient sur un trône décoré de figures mythologiques, au centre du tableau, tenant l'Enfant Jésus penché qui attrape le haut du bâton du jeune saint Jean-Baptiste agenouillé sous lui portant ses attributs (peau de bête, long bâton de berger à croix).
À la gauche du tableau, debout se tient saint Martin, qui les regarde. Derrière lui, sa coiffe d'évêque de Tours et un livre sont posés sur une console.
À la droite du tableau, sainte Catherine d'Alexandrie adopte une pose symétrique, un segment de la roue de son martyre posée à ses pieds. Elle se tient dans les rideaux d'une ouverture qui laisse apercevoir un encadrement de porte.
Dans le premier plan du tableau, les commanditaires habillés de noir, sont agenouillés et regardent la Vierge et l'Enfant, à gauche Tanai de' Nerli portant une écharpe rouge, levant la main gauche, et à droite sa femme Nanna coiffée de blanc, les mains jointes tenant un chapelet.
Derrière les personnages, les arcades dévoilent un paysage urbain et des bâtiments finement détaillés, un couple, un homme habillé de rouge, une jeune femme, devant une porte. L'architecture de la loggia est riche, colonnes à bas-reliefs, torses angelots à l'aplomb des piliers entre les arcatures, le central tenat un oiseau, les latéraux des armoiries affichant du rouge et du blanc.

## Analyse
Les détails précis des bâtiments rappellent ceux de la cité de Florence et plus précisément la via borgo San Frediano, avec  la porta San Frediano, qui jouxtent le palais de la famille Nerli : on peut  reconnaître, dans le groupe, le commanditaire saluant sa fille partant pour une ambassade.
le choix des saints de ce retable est guidé par celui de la confrérie à laquelle appartenait le commanditaire et le prénom qu'il choisit pour sa fille.